# ماتيا فيتالي
ماتيا فيتالي (بالإيطالية: Mattia Vitale)‏ (1 أكتوبر 1997 ببولونيا في إيطاليا - ) هو لاعب كرة قدم إيطالي في مركز الوسط. شارك مع منتخب إيطاليا تحت 18 سنة لكرة القدم. أما مع النوادي، فقد لعب مع يوفنتوس ولانشانو كالتشيو 1920 ‏.

## وصلات خارجية
- ماتيا فيتالي على موقع الاتحاد الأوربي (الإنجليزية)
- ماتيا فيتالي على موقع قاعدة بيانات كرة القدم.إي يو (الإنجليزية)
- ماتيا فيتالي على موقع Soccerway.com (الإنجليزية)
- ماتيا فيتالي على موقع عالم كرة القدم.نت (الإنجليزية)
- ماتيا فيتالي على موقع AS.com (الإسبانية)